# Вальчевский, Марек
Марек Вальчевский (9 апреля 1937, Краков — 26 мая 2009, Варшава) — польский актёр кино, театра и телевидения.

## Биография
По окончании краковской высшей театральной школы в 1960 году Марек Вальчевский дебютировал на сцене театра Словацкого в Кракове в «Sławnej historii o Troilusie». В 1964—1972 годах он играл в Старом театре в Кракове. Через год переехал в Варшаву, работал в Театре-студии. В течение почти 30 лет выступал в драматическом театре. Ушёл из профессии по состоянию здоровья — страдал от болезни Альцгеймера. Похоронен 1 июня 2009 в Варшаве, на кладбище в Пырах.
Был дважды женат — на Анне Полони и Малгожате Немирской.

## Избранная фильмография
- 1963 — Пассажирка (Pasażerka), реж. А. Мунк — Тадеуш, жених Марты
- 1968 — Движущиеся пески (Ruchome piaski), реж. В. Слесицкий — отец Гжегожа
- 1971 — Третья часть ночи (Trzecia część nocy), реж. А. Жулавский — Розенкранц
- 1972 — Свадьба (Wesele), реж. А. Вайда — Хозяин
- 1974 — Земля обетованная (Ziemia obiecana), реж. А. Вайда — Бум-Бум
- 1975 — История греха (Dzieje grzechu), реж. В. Боровчик — Плаза-Сплавский, бандит
- 1975 — Ночи и дни (Noce i dnie), реж. Е. Антчак — Даленецкий, владелец поместья в Сербинове
- 1977 — Смерть президента (Śmierć prezydenta), реж. Е. Кавалерович — Элигиуш Невядомский, убийца президента
- 1979 — Жестяной барабан (Die Blechtrommel), реж. Ф. Шлёндорф — Шуггер-Лео
- 1979 — Голем (Golem), реж. П. Шулькин — Пернат
- 1978 — До последней капли крови — Владислав Андерс
- 1980 — Встреча в Атлантике — Вальтер
- 1981 — Война миров. Следующее столетие (Wojna światów — następne stulecie), реж. П. Шулькин — регистратор в комиссии
- 1982 — Долина Иссы (Dolina Issy), реж. Т. Конвицкий — колдун Масюлис
- 1984 — О-би, о-ба: Конец цивилизации (O-bi, O-ba. Koniec cywilizacji), реж. П. Шулькин — начальник Софта
- 1984 — Ва-банк 2 (Vabank II, czyli riposta), реж. Ю. Махульский — Твардиевич, начальник тюрьмы
- 1986 — Га, га. Слава героям (Ga, ga. Chwała bohaterom), реж. П. Шулькин — следователь
- 1987 — Кингсайз (Kingsajz), реж. Ю. Махульский — отец Али
- 1991 — Сейшелы (Seszele), реж. Богуслав Линда — Сковронский, директор театра
- 2002 — Ведьмак (Wiedźmin), реж. М. Бродский — Эйк из Денесле

## Награды и призы
- Золотой Крест Заслуги (1977)
- Медаль 40-летия Польской Народной Республики (1986)
- Золотая Медаль «За заслуги в культуре Gloria Artis» (посмертно, 2009)
- Знак «За вклад в Варшаве» (1988)
- Премия города Варшавы (1986)
- Золотой Знак «За вклад в город Краков» (1971)
- Награда «Комитета в дела радио и телевидение» за работу на радио и телевидения (1974)
- Председатель комитета премии на соискание ученой степени радио и телевидения — дважды (1981 и 1983)
- Премия министра культуры и искусств в области театра (2004)
- Приз за лучшую мужскую роль второго плана на V Международном фестивале актёров кино «Стожары» в Киеве (2005) — за фильм «Оно».